# Jim Sanborn
Jim Sanborn (nascido Herbert James Sanborn Jr., 1945 em Washington, D.C.) é um escultor americano. Ele é mais conhecido por criar a escultura Kryptos na sede da CIA em Langley.

## Biografia
O pai de Sanborn era o chefe de exposições na Biblioteca do Congresso, e sua mãe foi pianista e pesquisadora de fotos. Ele cresceu em Alexandria e Arlington, estudando na JEB Stuart High School em Fairfax e, em seguida, no Randolph-Macon College, recebendo diplomas em paleontologia, artes plásticas e antropologia Social, em 1968, seguido uma licenciatura como mestre em Belas Artes, na categoria escultura, do Pratt Institute em 1971. Lecionou em Montgomery College em Rockville, Maryland, e, em seguida, durante nove anos foi o artista-residente em Glen Echo Park.

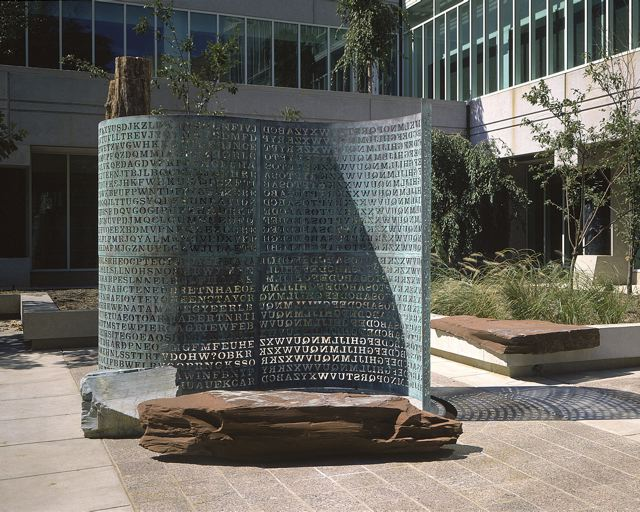
Kryptos na sede da CIA em Langley (Virgínia)